# Cleonice bigelowi
Cleonice bigelowi là một loài ruồi trong họ Tachinidae.